# 15TH ANNIVERSARY LIVE KAT-TUN
『15TH ANNIVERSARY LIVE KAT-TUN』(フィフティーンス アニバーサリー ライブ カトゥーン)はKAT-TUNの16枚目のDVD/Blu-ray Discである。2021年11月24日にジェイ・ストームから発売。

## 概要
本作品は、2021年3月22日から6月9日まで行われたKAT-TUNデビュー15周年記念コンサート「15TH ANNIVERSARY LIVE KAT-TUN」から、2021年5月29日開催の横浜・ぴあアリーナMM公演を収録。
初回限定盤1 DVD/Blu-ray、初回限定盤2 DVD/Blu-ray、通常盤DVD/Blu-rayの6種類で発売。
2021年11月3日よりYouTubeにて「青天の霹靂」、11月10日より「GOLD / Le ciel〜君の幸せ祈る言葉〜 / NEVER AGAIN」、11月17日より「Roar」の歌唱映像が公開された。
2021年11月12日、中丸雄一がジャニーズ事務所公式の有料モバイルサイト「Johnny’s web」内「中丸のページ」にて、11月28日18時から本作同時再生企画とハッシュタグ「#KATTUN大視聴会」を提案、当日はリアルタイムで本人からのコメントはTwitterで投稿した。

## 特典・仕様
DVD&Blu-ray共通。
- 初回限定盤1 - 特殊パッケージ仕様、64P LIVEフォトブックレット封入
- 初回限定盤2 - 特殊パッケージ仕様、12P LIVEフォトブックレット封入
- 通常盤 - リーフレット封入

## 収録内容
DISC 1の本編映像、DISC 2の特典映像共にDVD&Blu-ray共通。

### DISC 1（本編映像）
1. overture
2. Real Face#2
3. UNLOCK
4. 青天の霹靂
5. SIGNAL
6. BIRTH
7. 光跡
8. Desire
9. Fly like a ROCKET
10. SADISTIC LOVE
11. Keep the faith
12. ONE DROP
13. Rain - 亀梨和也
14. Pure Ice - 亀梨和也
15. change your mind - 中丸雄一
16. ヤンキー片想い中 - 上田竜也
17. ツキノミチ
18. Light and Blue
19. FALL INTO U
20. GOLD
21. Le ciel〜君の幸せ祈る言葉〜
22. NEVER AGAIN
23. 僕らの街で
24. YOU
25. DON’T U EVER STOP
26. HELL, NO
27. THE D-MOTION
28. 歩道橋
29. FIRE and ICE
30. In Fact
31. KISS KISS KISS
32. 君のユメ ぼくのユメ
33. Ask Yourself
34. DANGER
35. Loner
36. Flashback
37. Roar
38. to the NEXT
39. Will Be All Right

### DISC 2（特典映像）

#### 初回限定盤1
「15TH ANNIVERSARY LIVE KAT-TUN」国立代々木競技場 第一体育館（デビュー日の2021年3月22日の無観客生配信）
1. overture
2. Real Face#2
3. UNLOCK
4. 青天の霹靂
5. SIGNAL
6. BIRTH
7. 光跡
8. Desire
9. Fly like a ROCKET
10. SADISTIC LOVE
11. Keep the faith
12. ONE DROP
13. Rain - 亀梨和也
14. Pure Ice - 亀梨和也
15. change your mind- 中丸雄一
16. ヤンキー片想い中- 上田竜也
17. ツキノミチ
18. Light and Blue
19. FALL INTO U
20. GOLD
21. Le ciel〜君の幸せ祈る言葉〜
22. NEVER AGAIN
23. 僕らの街で
24. YOU
25. DON’T U EVER STOP
26. HELL, NO
27. THE D-MOTION
28. 歩道橋
29. FIRE and ICE
30. In Fact
31. KISS KISS KISS
32. 君のユメ　ぼくのユメ
33. Ask Yourself
34. DANGER
35. Loner
36. Flashback
37. Roar
38. We are KAT-TUN
39. to the NEXT
40. PRECIOUS ONE

#### 初回限定盤2
- ツアー最終日2021年6月9日のマリンメッセ福岡公演の模様をダイジェスト映像（ダブルアンコールの「ハルカナ約束」含む）
- 亀梨和也「Pure Ice」Music Video
- 上田竜也「ヤンキー片想い中」Music Video
- 中丸雄一「change your mind」Music Video

#### 通常盤
マルチアングル映像（ソロアングル）
- 「青天の霹靂」
- 「ツキノミチ」
- 「Le ciel〜君の幸せ祈る言葉〜」